# Piperita Patty
Piperita Patty (Peppermint Patty nell'originale) è uno dei personaggi del fumetto Peanuts di Charles M. Schulz.

## Caratteristiche
Il suo vero nome è Patricia Reichardt, calza sempre dei sandali Birkenstock ed è un "maschiaccio": decisa, atletica, molto portata per gli sport, ma poco per lo studio e per la scuola (anche a causa della sua tendenza ad addormentarsi in classe), dove colleziona immancabilmente brutti voti nonostante l'aiuto di Marcie, la sua amica "secchiona". Quest'ultima la chiama "capo" (sir nell'originale) e la segue in tutte le sue imprese. Tuttavia Piperita Patty rifiuta il ruolo di leader che l'amica vuole darle, poiché non sopporta alcuna forma di potere, neanche il suo.
È capitano di una squadra di baseball che gioca ogni tanto contro quella di Charlie Brown, sconfiggendola regolarmente. Suo padre lavora spesso fuori città, lasciando la figlia sola a casa, dato che non ha la madre.
Nelle prime pubblicazioni in Italia il suo nome era Patty Mentina.